# 936 до н. е.

## Події
- Кінець царювання Хірама I Великого, царя тирського і біблського.

див. Список керівників держав 930-их років до н. е.

### Астрономічні явища
- 10 квітня. Кільцеподібне сонячне затемнення.[1]
- 4 жовтня. Повне сонячне затемнення.[1]